# فنيلية (جنس)
الوَنِيلِيَة أو الفَنِيلِيَة وتكتب أحيانًا الفانيلا أو الفانيليا جنس نباتي من الفصيلة السحلبية، تعيش في المناطق الإستوائية. يضم هذا الجنس 110 أنواع أشهرها الفنيلية منبسطة الورق التي يستخرج من ثمارها مسحوق الفنيلية.

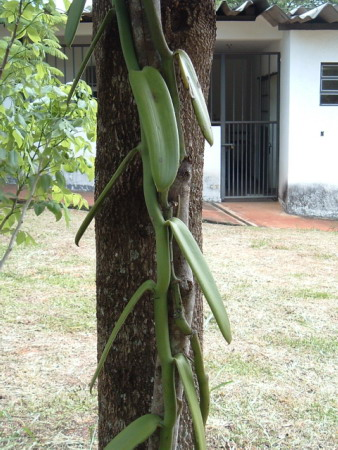
نبتة فنيلية متسلقة على إحدى الأشجار

## الوصف النباتي
نبات عشبي متسلق. النبتة دائمة الخضرة. الثمرة عبارة عن قرن.

## أهم الأنواع
ومن الأنواع:

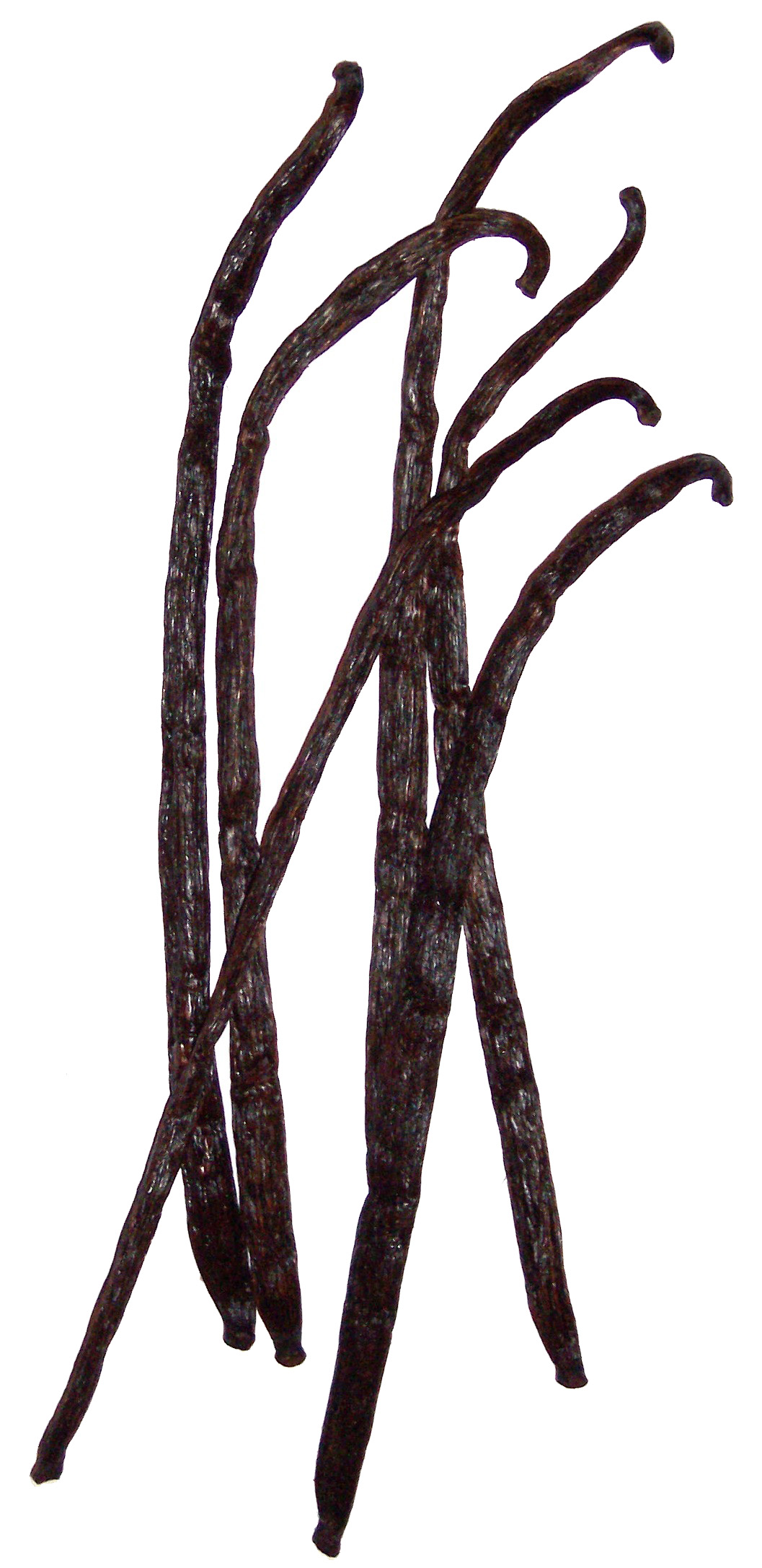
قرون الفنيلية

1. الفنيلية منبسطة الورق: يعد أكثر الأنواع انتشارًا ويعرف أيضًا باسم فنيلية «مدغشقر- بوربون» ويزرع في مدغشقر وإندنسية وجزر القمر.
2. الفنيلية التهيتية: وقد نقلت من جزر بولونيزيا الفرنسية وتعتبر هجين من نوعي الفنيلية منبسطة الورق والفنيلية العطرة ويعد الجنرال الفرنسي فرنسوا هاملين من نقله من الفلبين إلى اغوتمالة في أمريكا اللاتينية.
3. فنيلية بمبونة (V. pompona) وتزرع في بعض مناطق وسط وجنوب أمريكا الجنوبية خاصة منطقة الكريبي.
4. الفنيلية المكسيكية (Mexican vanilla): وهي أحد اصناف نوع الفنيلية منبسطة الورق وهو ينتج ويستهلك محليا في المكسيك وليس على نطاق واسع. ويمكن شراء مشتقاته من الأسواق التجارية والسياحية في شتى مناطق المكسيك.
5. فنيلية عطرة